# Wortwell
Wortwell – wieś w Anglii, w hrabstwie Norfolk, w dystrykcie South Norfolk. Leży 24 km na południe od Norwich i 143 km na północny wschód od Londynu. Miejscowość liczy 574 mieszkańców.